# B53
Mk/B53 byla americká termonukleární zbraň z doby studené války. Se silou 9 megatun TNT byla nejsilnější zbraní amerického nukleárního arzenálu po termonukleární zbrani B41, která byla vyřazena v roce 1976.
Základem B53 byla hlavice W-53 používaná v raketách LGM-25C Titan II, které byly vyřazeny v roce 1987. Přestože před rokem 2010 nebyla v aktivní službě po mnoho let, bylo zachováno až 50 zbraní jako součást "krycího" podílu arzenálu Enduring Stockpile až do roku 2011, kdy byly všechny rozebrány. Poslední B53 byla rozebrána dne 25. října 2011, tedy rok před plánovaným termínem.
Po její demontáži je další největší pumou v nukleárním arzenálu USA B83 se silou 1,2 megatun TNT.

## Historie
Vývoj pumy byl zahájen v roce 1958. Dne 28. června 1958 byla testována první B53 v rámci operace Hardtack. V roce 1962 byla oficiálně přijata do výzbroje americké armády. Do roku 1965, kdy skončila výroba B53, bylo vyrobeno 340 kusů. Mohli jí nést bombardéry Boeing B-47 Stratojet, Boeing B-52 Stratofortress a Convair B-58 Hustler. B53 byla vybavena čtyřmi padáky (tři s plochou 13m2 a jeden s plochou 5m2).